# 알베르투스 마그누스

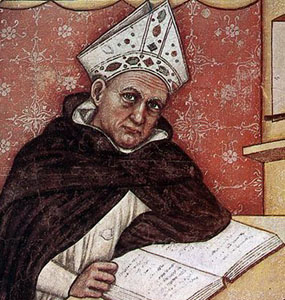
알베르투스 마그누스

알베르투스 마그누스(Albertus Magnus, 1193년~1280년)는 독일의 신학자·철학자·자연과학자이다. 파리와 쾰른에서 가르치고 레겐스부르크의 주교가 되었다. 도미니코회의 중심인물로 토마스 아퀴나스와 함께 스콜라 철학을 완성시켰다. 대(大)알베르투스, 보편적 박사(普遍的 博士)라고 불린다. 폭넓은 지식과 학문 영역의 보편성 때문에 이러한 명칭이 붙은 것이다. 아리스토텔레스적, 아라비아·유대적, 신플라톤주의적, 교부학적(敎父學的) 저술가들로부터 방대한 사상 자료를 수집하여 당시의 철학 전반, 사변신학(思辨神學), 성서해석 및 자연과학 등 전 분야에 걸쳐 저술활동을 하였다. 여러 가지 학문의 모든 부분을 라틴 사람들이 이해할 수 있도록 만드는 것을 이상으로 하여, 단순한 번역에 그치지 않고 원전의 결함을 보충하며 독창적 태도로 아리스토텔레스적 스콜라 철학의 종합적 체계를 구축하였다. 철학적 사색, 자연의 귀납적 연구 등에서 권리만을 주장하지 않고 그 기초를 놓았으며, 신앙이나 신학의 경계를 명백히 하였다. 수집가로서는 자연과학 분야에서 날카로운 관찰과 실험으로 독창적 연구를 하였다.

## 같이 보기
- 기독교 신비주의

## 참고 문헌
- 이 문서에는 다음커뮤니케이션(현 카카오)에서 GFDL 또는 CC-SA 라이선스로 배포한 글로벌 세계대백과사전의 내용을 기초로 작성된 글이 포함되어 있습니다.